# Trường Trung học phổ thông chuyên Chu Văn An
Trường Trung học phổ thông chuyên Chu Văn An có thể là:
- Trường Trung học phổ thông chuyên Chu Văn An, Gia Lai
- Trường Trung học phổ thông chuyên Chu Văn An, Hà Nội